# 深圳地铁MOVIA电动车组
深圳地铁MOVIA电动车组，又称深圳地铁第一代列车 , 是深圳地铁的第一款载客列车，於深圳地鐵1号綫行走。該車種屬龐巴迪莫維亞（英：Bombardier Movia （页面存档备份，存于））產品類別之一。

## 概要
该款列车為當時的深圳地铁一期工程（1号线、4号线）而購買。列车共生产132輛，22列，除首列车由庞巴迪运输位于德国的工厂生产外，其余21列由长春长客－庞巴迪轨道车辆生产。
该款列车在庞巴迪的型号为MOVIA 456，屬MOVIA車系之一，在廣州地鐵及上海地鐵均有同款列车行走，但列车设计与前两款不同。
此款列车早期运营于深圳地铁一期工程的两条线路中，其中4号线由于深圳地铁港铁轨道交通（深圳）有限公司在2010年7月1日接管，因此在2010年7月1日至2011年6月10日期間，此列車以租借形式暫時交由港鐵（深圳）使用。现时该款列车全数在1号线行走。

## 历史
2001年12月6日，长客-庞巴迪轨道车辆有限公司与深圳地铁有限公司签订了深圳地铁一期工程19列114辆地铁客车采购合同。随后于2002年12月13日，本项目追加采购3列18辆。
2004年4月23日，首列车以裝船運送方式，从德国运抵深圳；其余21列均由长春制造，並以甲種運送方式送達，而首列国产列车于2004年5月28日运抵深圳。
2004年12月28日，该款列车随深圳地铁一期工程通车而正式投入服务。
2010年7月1日，港铁轨道交通（深圳）有限公司接管4号线的运营权，由于4号线使用的南车浦镇A型列车尚未到货，因此该款列车中的101、102、119、120及121列车暂时交由港鐵（深圳）使用，直至2011年6月10日。
2015年7月6日，该款列车开始进行大修，大修工作在2018年完成。

## 列车特点

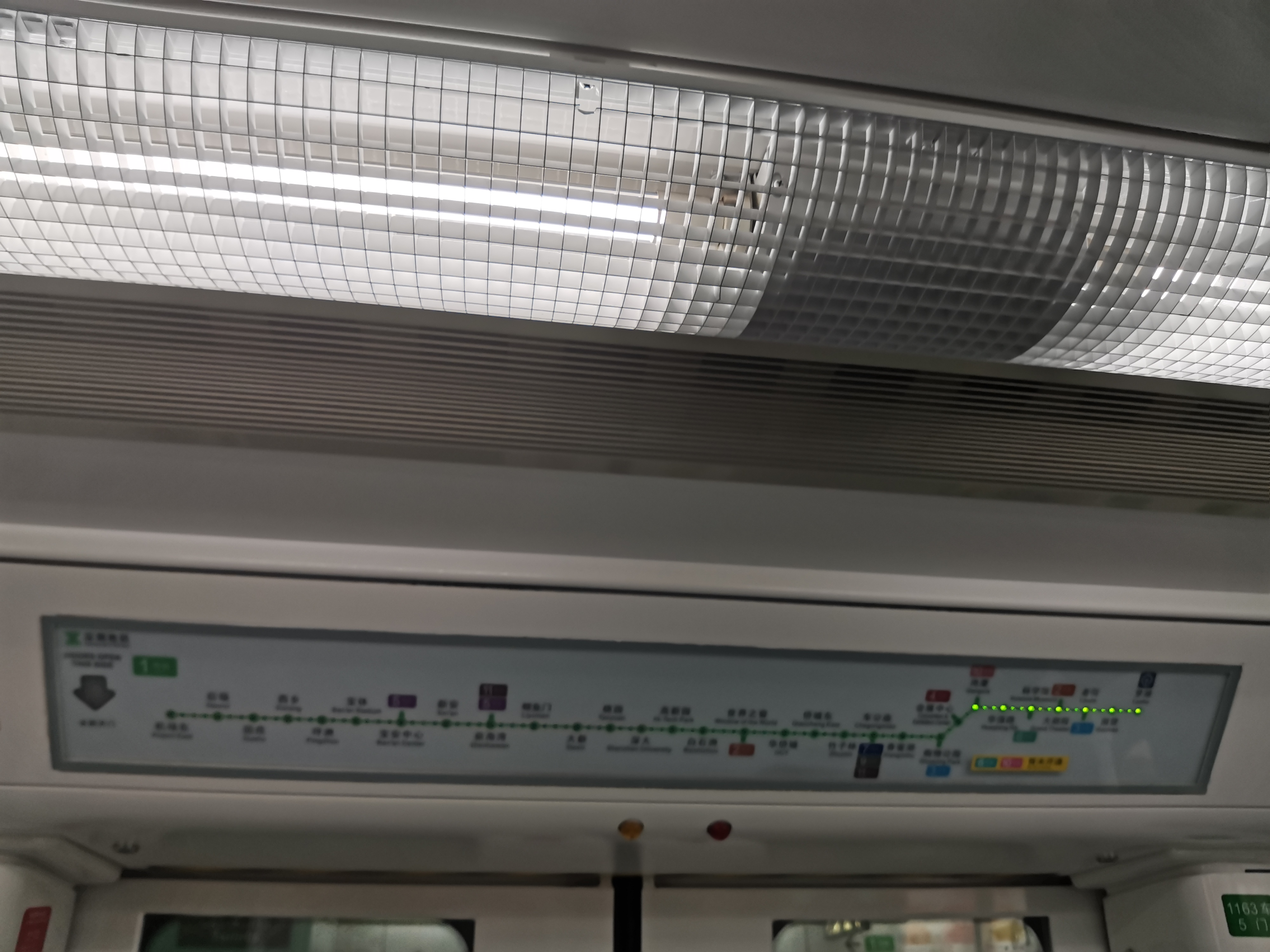
闪灯线路图（2020年版）

此列車屬A型車，採用鋁合金車體。与廣州地鐵長客-龐巴迪Movia 456列車及上海地铁09A01型电动列车的同型车比较，除继续采用鼓形车体外，头型则改为由德国Tricon Design设计的头型。此外，列车使用了由法维莱提供的塞拉门，可减低车厢内噪音。此外駕駛室門採用內藏式塞拉門，與JR東日本E2系0番台新幹線相似。列车以白色为主色调，车体两边各有一条红色的饰带。
列车内部方面，乘客信息显示系统则参考港鐵市區綫現代化列車的布局，在各車門上方设有連續式閃燈路線圖，部分座椅上方更设有三色LED點陣顯示屏以提供到站及乘车守则等信息。連續式閃燈路線圖在运营初期设有深圳地铁一期工程中的1、4号线两段闪灯，随后因1号线延长至机场东站而更改闪灯图布局，后来因4號綫交由港铁深圳运营，现时的闪灯路线图則覆盖4號綫的部分。
另外，全数列车均使用庞巴迪制三相异步电动机及IGBT变频器，受电弓设于第2及第5节。除两端设驾驶室厢不带动力外，其余4节车厢均自带动力。

## 列車編組
|          | MOVIA 456  |            |           |           |            |            |
| 車廂編號 | 1          | 2          | 3         | 4         | 5          | 6          |
| 集電弓   |            | ＞         |           |           | ＜         |            |
| 形式區分 | 1XX1 (Tc1) | 1XX2 (Mp1) | 1XX3 (M1) | 1XX4 (M2) | 1XX5 (Mp2) | 1XX6 (Tc2) |
| 轴式     | ○○ ○○      | ●● ●●      | ●● ●●     | ●● ●●     | ●● ●●      | ○○ ○○      |
| 动力单元 | 单元1      | 单元1      | 单元1     | 单元2     | 单元2      | 单元2      |
| 安裝機器 | BT,SIV     | VVVF       | CP,VVVF   | CP,VVVF   | VVVF       | BT,SIV     |
| 車輛重量 | 36         | 39         | 39        | 39        | 39         | 36         |

- SIV：静式变流器
- CP：电动空气压缩机
- BT：蓄电池
- VVVF：变频器
- ●：异步电动机的M轴
- ○：T轴

### 编组列表
| 1号线的组合（22列）01A2206庞                                                                            |
| |
| |
| （Ⅰ）1011（Ⅱ）-（Ⅰ）1012（Ⅱ）-（Ⅰ）1013（Ⅱ）-（Ⅱ）1014（Ⅰ）-（Ⅱ）1015（Ⅰ）-（Ⅱ）1016（Ⅰ）[BBD]          |
| （Ⅰ）1021（Ⅱ）-（Ⅰ）1022（Ⅱ）-（Ⅰ）1023（Ⅱ）-（Ⅱ）1024（Ⅰ）-（Ⅱ）1025（Ⅰ）-（Ⅱ）1026（Ⅰ）               |
| （Ⅰ）1031（Ⅱ）-（Ⅰ）1032（Ⅱ）-（Ⅰ）1033（Ⅱ）-（Ⅱ）1034（Ⅰ）-（Ⅱ）1035（Ⅰ）-（Ⅱ）1036（Ⅰ）[PIDS]         |
| （Ⅰ）1041（Ⅱ）-（Ⅰ）1042（Ⅱ）-（Ⅰ）1043（Ⅱ）-（Ⅱ）1044（Ⅰ）-（Ⅱ）1045（Ⅰ）-（Ⅱ）1046（Ⅰ）               |
| （Ⅰ）1051（Ⅱ）-（Ⅰ）1052（Ⅱ）-（Ⅰ）1053（Ⅱ）-（Ⅱ）1054（Ⅰ）-（Ⅱ）1055（Ⅰ）-（Ⅱ）1056（Ⅰ）               |
| （Ⅰ）1061（Ⅱ）-（Ⅰ）1062（Ⅱ）-（Ⅰ）1063（Ⅱ）-（Ⅱ）1064（Ⅰ）-（Ⅱ）1065（Ⅰ）-（Ⅱ）1066（Ⅰ）               |
| （Ⅰ）1071（Ⅱ）-（Ⅰ）1072（Ⅱ）-（Ⅰ）1073（Ⅱ）-（Ⅱ）1074（Ⅰ）-（Ⅱ）1075（Ⅰ）-（Ⅱ）1076（Ⅰ）               |
| （Ⅰ）1081（Ⅱ）-（Ⅰ）1082（Ⅱ）-（Ⅰ）1083（Ⅱ）-（Ⅱ）1084（Ⅰ）-（Ⅱ）1085（Ⅰ）-（Ⅱ）1086（Ⅰ）[BRK]          |
| （Ⅰ）1091（Ⅱ）-（Ⅰ）1092（Ⅱ）-（Ⅰ）1093（Ⅱ）-（Ⅱ）1094（Ⅰ）-（Ⅱ）1095（Ⅰ）-（Ⅱ）1096（Ⅰ）               |
| （Ⅰ）1101（Ⅱ）-（Ⅰ）1102（Ⅱ）-（Ⅰ）1103（Ⅱ）-（Ⅱ）1104（Ⅰ）-（Ⅱ）1105（Ⅰ）-（Ⅱ）1106（Ⅰ）               |
| （Ⅰ）1111（Ⅱ）-（Ⅰ）1112（Ⅱ）-（Ⅰ）1113（Ⅱ）-（Ⅱ）1114（Ⅰ）-（Ⅱ）1115（Ⅰ）-（Ⅱ）1116（Ⅰ）               |
| （Ⅰ）1121（Ⅱ）-（Ⅰ）1122（Ⅱ）-（Ⅰ）1123（Ⅱ）-（Ⅱ）1124（Ⅰ）-（Ⅱ）1125（Ⅰ）-（Ⅱ）1126（Ⅰ）               |
| （Ⅰ）1131（Ⅱ）-（Ⅰ）1132（Ⅱ）-（Ⅰ）1133（Ⅱ）-（Ⅱ）1134（Ⅰ）-（Ⅱ）1135（Ⅰ）-（Ⅱ）1136（Ⅰ）               |
| （Ⅰ）1141（Ⅱ）-（Ⅰ）1142（Ⅱ）-（Ⅰ）1143（Ⅱ）-（Ⅱ）1144（Ⅰ）-（Ⅱ）1145（Ⅰ）-（Ⅱ）1146（Ⅰ）               |
| （Ⅰ）1151（Ⅱ）-（Ⅰ）1152（Ⅱ）-（Ⅰ）1153（Ⅱ）-（Ⅱ）1154（Ⅰ）-（Ⅱ）1155（Ⅰ）-（Ⅱ）1156（Ⅰ）               |
| （Ⅰ）1161（Ⅱ）-（Ⅰ）1162（Ⅱ）-（Ⅰ）1163（Ⅱ）-（Ⅱ）1164（Ⅰ）-（Ⅱ）1165（Ⅰ）-（Ⅱ）1166（Ⅰ）               |
| （Ⅰ）1171（Ⅱ）-（Ⅰ）1172（Ⅱ）-（Ⅰ）1173（Ⅱ）-（Ⅱ）1174（Ⅰ）-（Ⅱ）1175（Ⅰ）-（Ⅱ）1176（Ⅰ）[TEC]          |
| （Ⅰ）1181（Ⅱ）-（Ⅰ）1182（Ⅱ）-（Ⅰ）1183（Ⅱ）-（Ⅱ）1184（Ⅰ）-（Ⅱ）1185（Ⅰ）-（Ⅱ）1186（Ⅰ）[TEC]          |
| （Ⅰ）1191（Ⅱ）-（Ⅰ）1192（Ⅱ）-（Ⅰ）1193（Ⅱ）-（Ⅱ）1194（Ⅰ）-（Ⅱ）1195（Ⅰ）-（Ⅱ）1196（Ⅰ）[TEC]          |
| （Ⅰ）1201（Ⅱ）-（Ⅰ）1202（Ⅱ）-（Ⅰ）1203（Ⅱ）-（Ⅱ）1204（Ⅰ）-（Ⅱ）1205（Ⅰ）-（Ⅱ）1206（Ⅰ）[TEC]          |
| （Ⅰ）1211（Ⅱ）-（Ⅰ）1212（Ⅱ）-（Ⅰ）1213（Ⅱ）-（Ⅱ）1214（Ⅰ）-（Ⅱ）1215（Ⅰ）-（Ⅱ）1216（Ⅰ）               |
| （Ⅰ）1221（Ⅱ）-（Ⅰ）1222（Ⅱ）-（Ⅰ）1223（Ⅱ）-（Ⅱ）1224（Ⅰ）-（Ⅱ）1225（Ⅰ）-（Ⅱ）1226（Ⅰ）               |
| 其余4列为深圳地铁北车长客A型电动列车(01A0406長)、59列为深圳地铁南车株机电动列车(01A2606株、01A3306株)。 |

备注：
- 粉红色车卡表示该卡为女士优先车厢。
- 红色车组表示该车组曾经行走4号线。
- BBD 表示该车组由庞巴迪位于德国原厂制造。
- PIDS 表示该车组已修改乘客信息显示系统。
- BRK 表示该车组的轮对（及制动系统?）存在问题，在低速状态下制动至停止有车轮空转及车体滑行现象，亦导致该车组未曾对准对位标。但在2020年底，深圳地铁投入时间修复了该108车组的上述问题。
- TEC  表示更新為中車時代牽引。

## 圖片

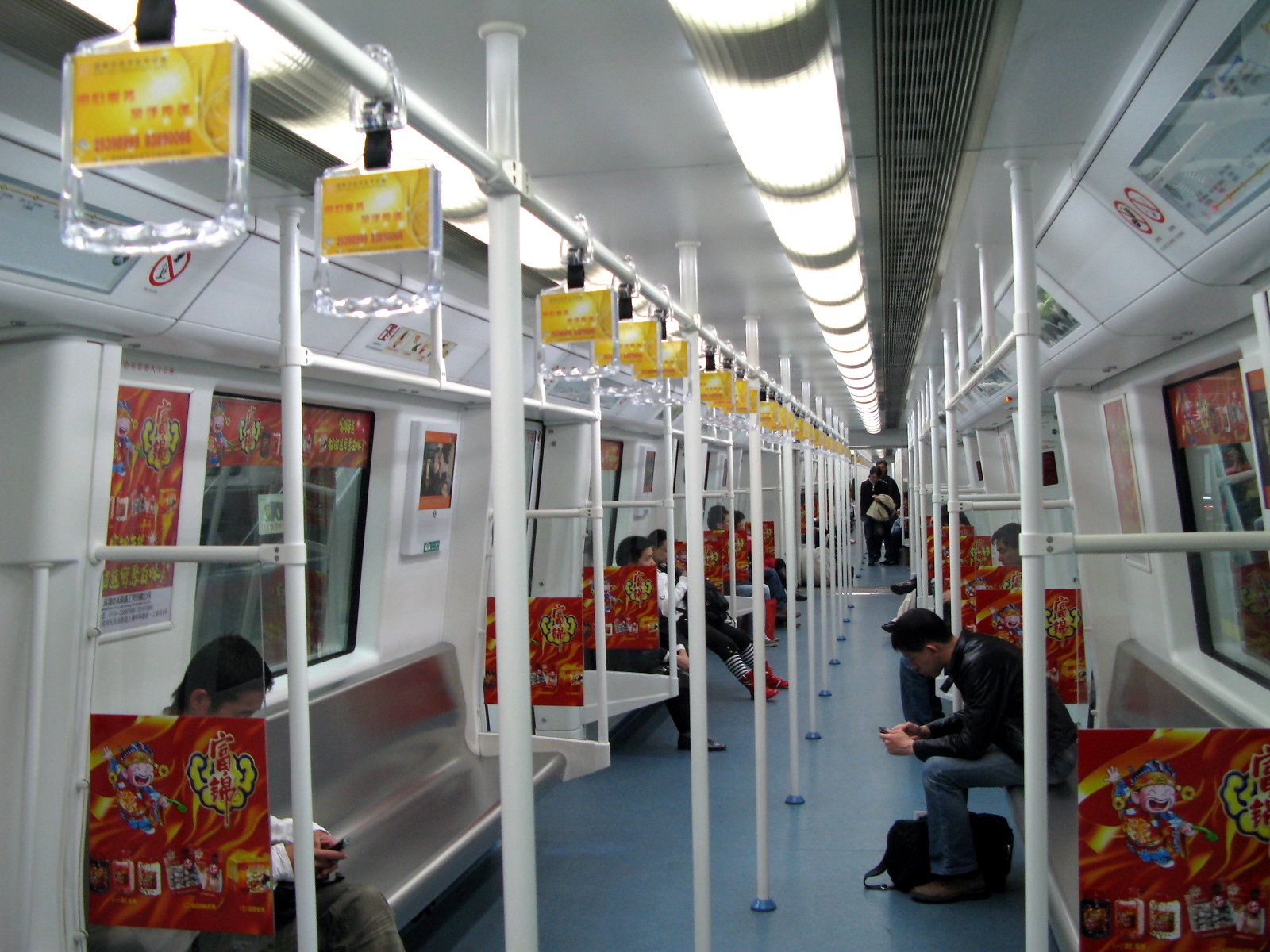
車廂內部
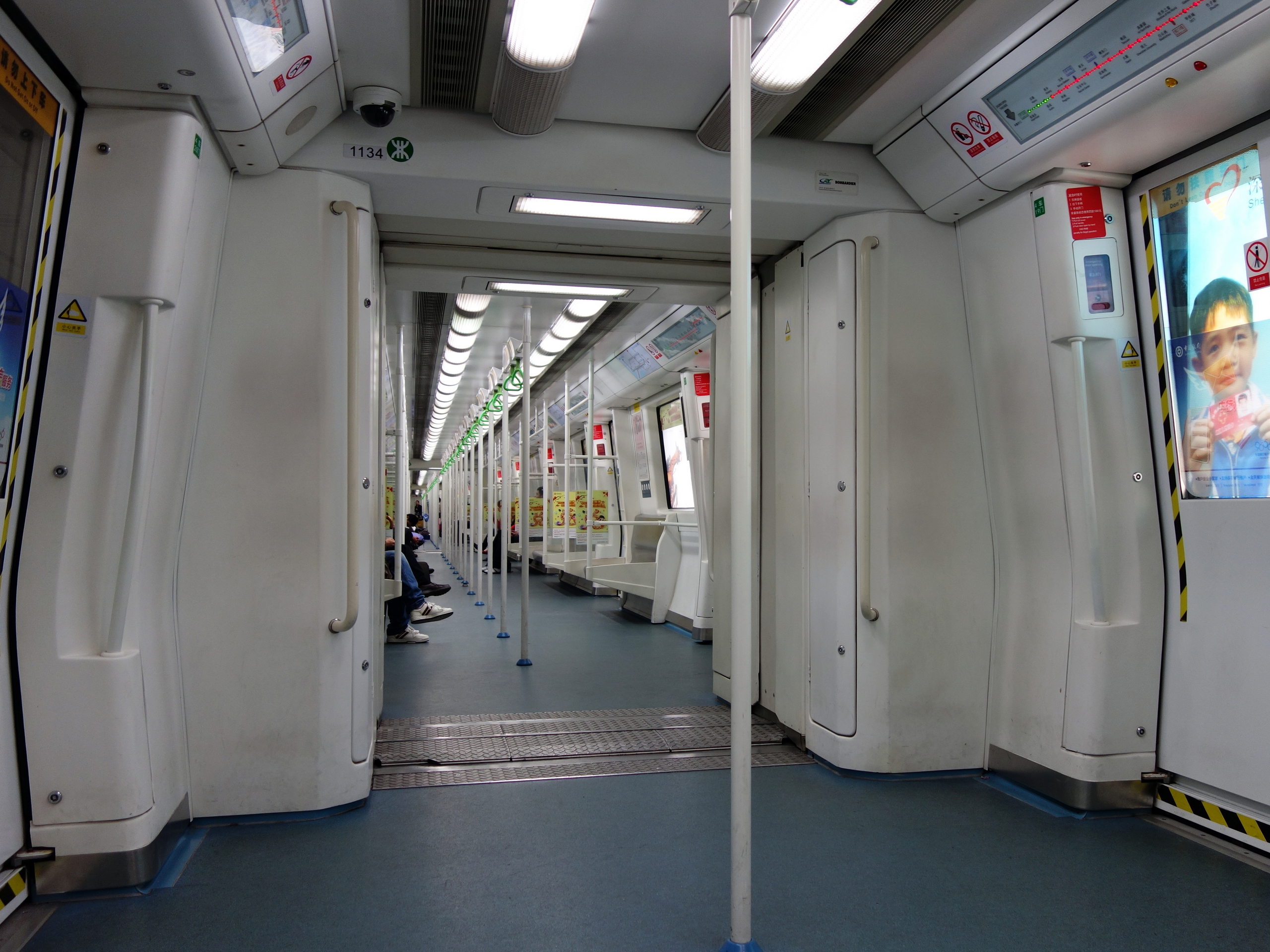
车厢连接处
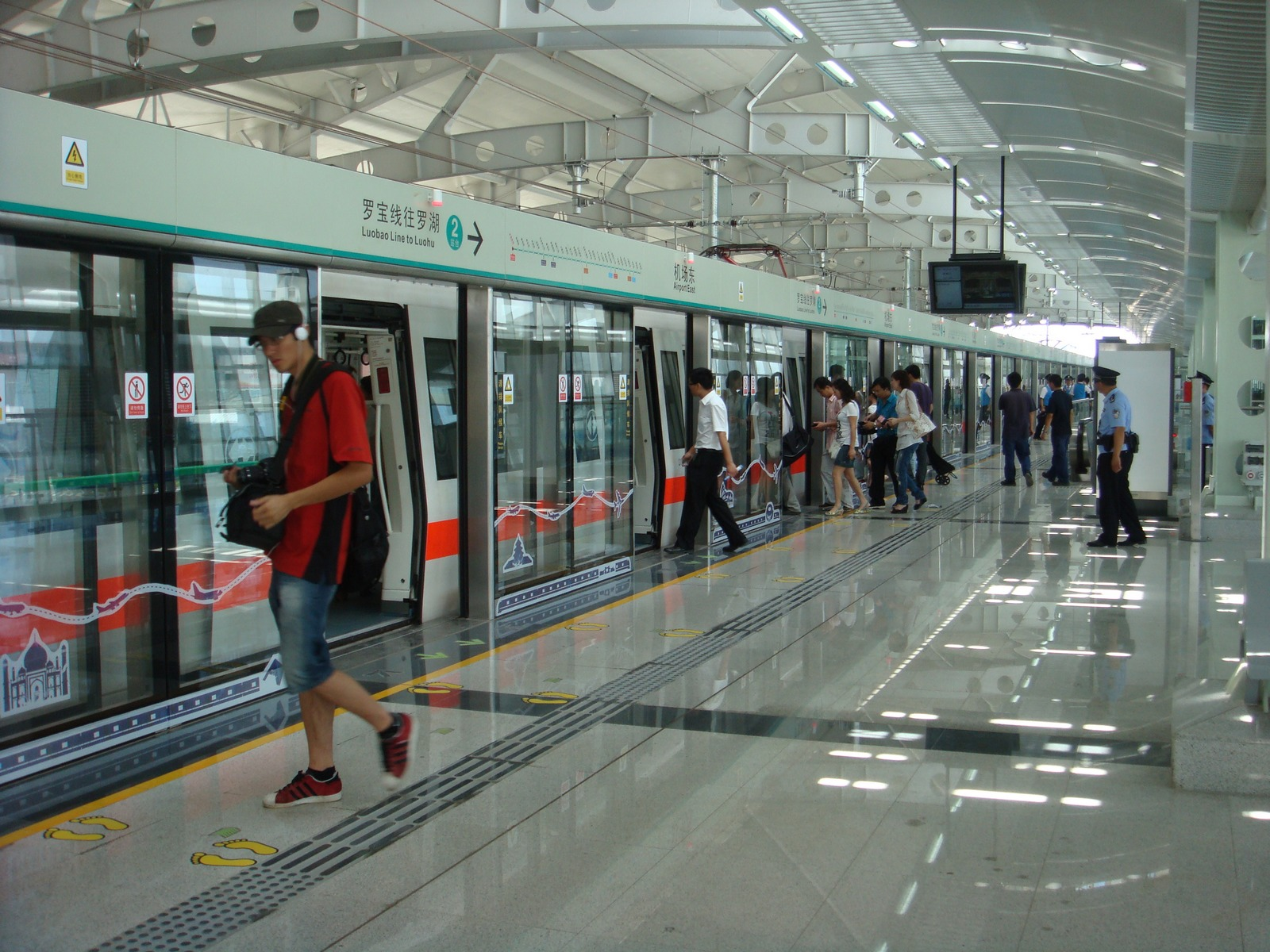
停泊於機場東站的Movia456型列車
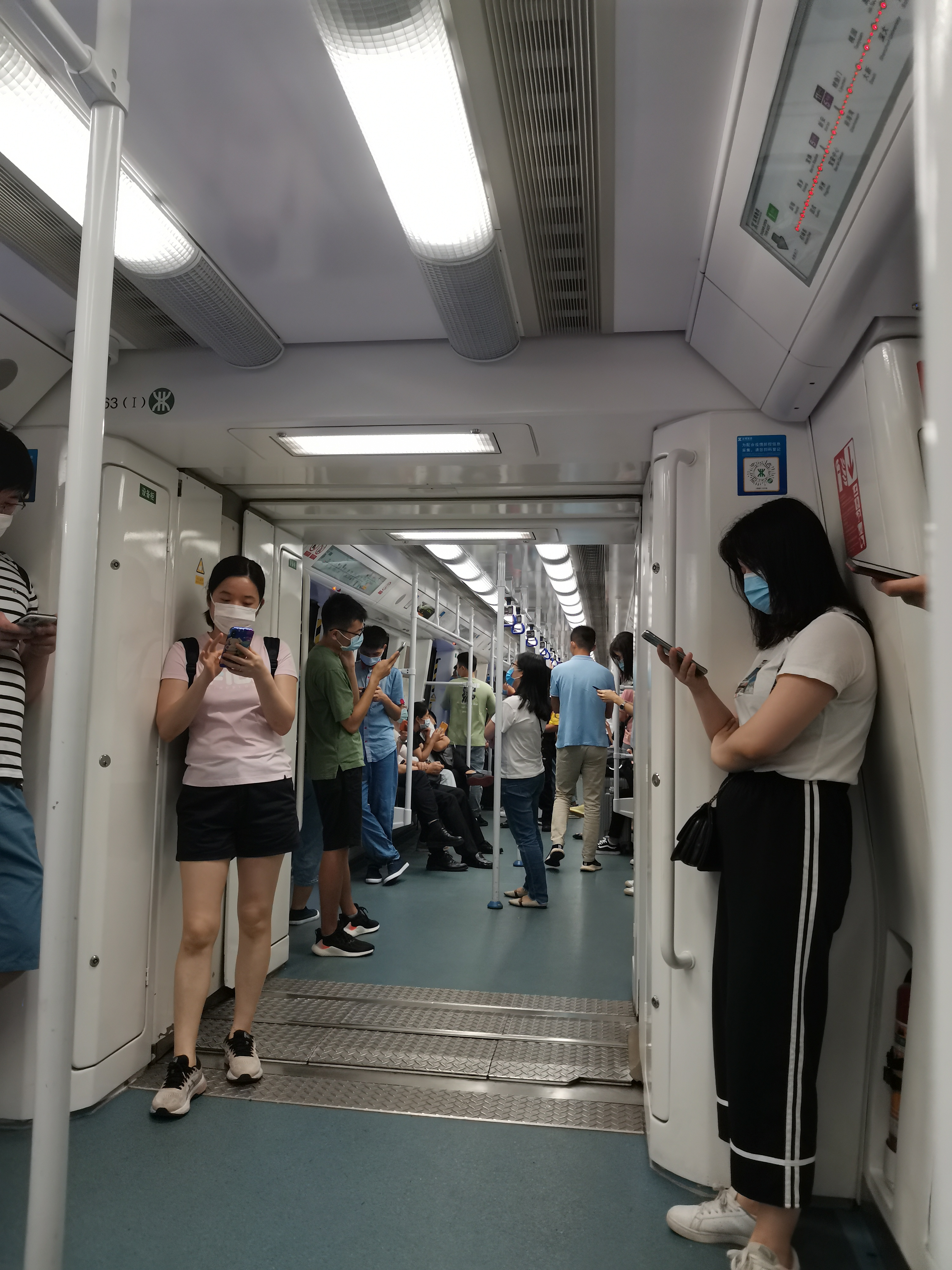
大修后车厢连接处
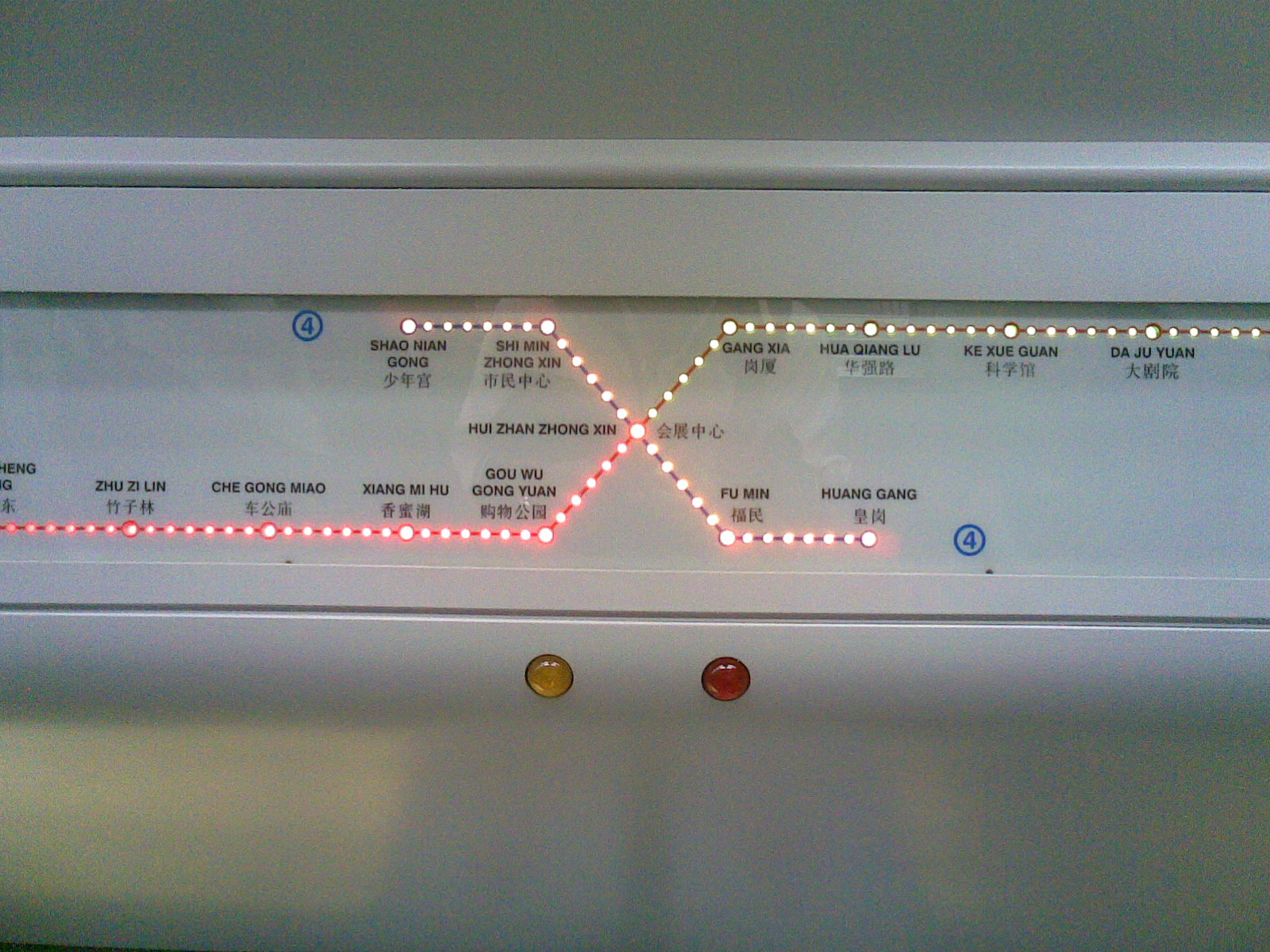
闪灯线路图（2004年版）
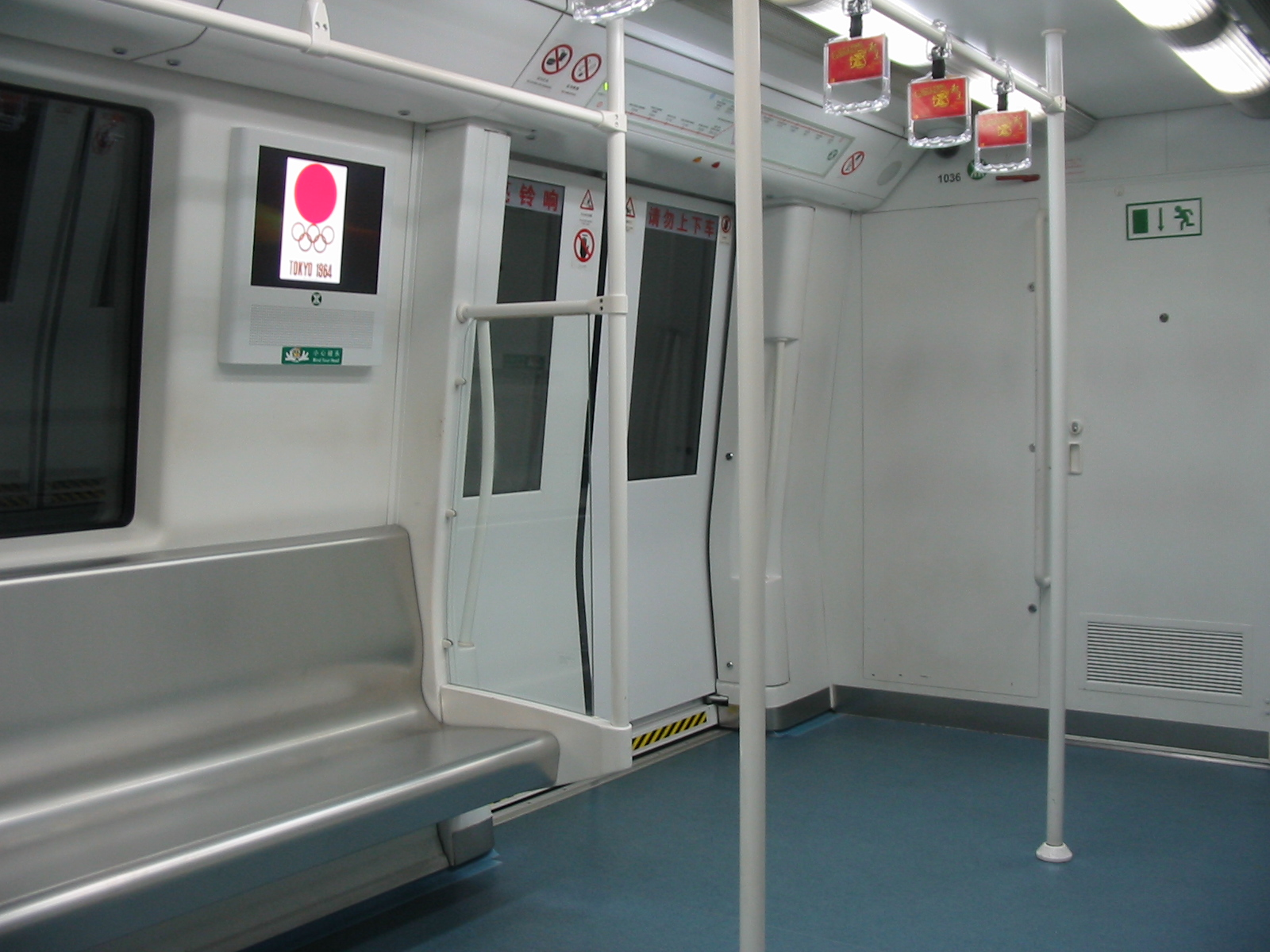
車廂內部（2007年版）
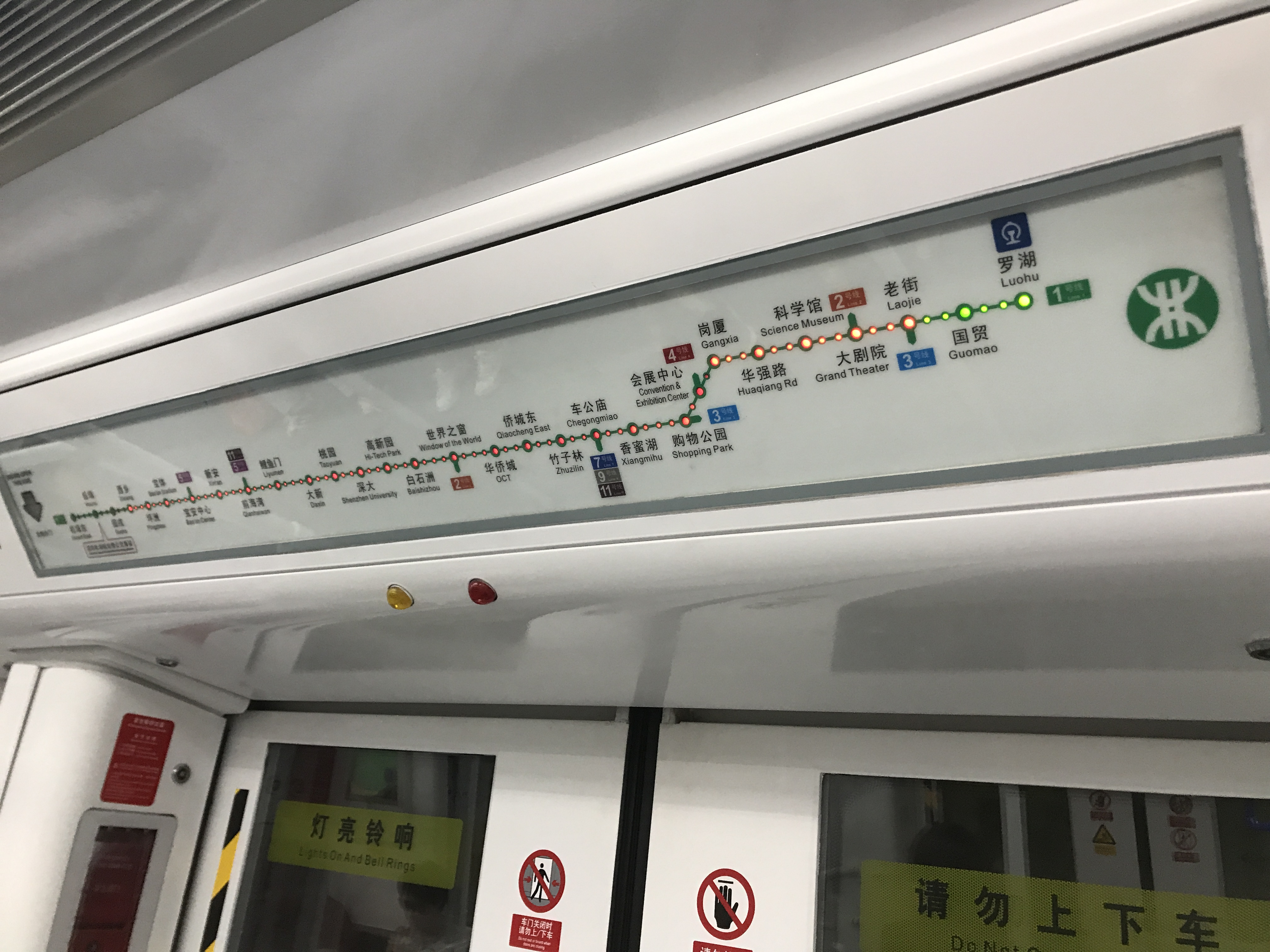
闪灯线路图（2017年版）
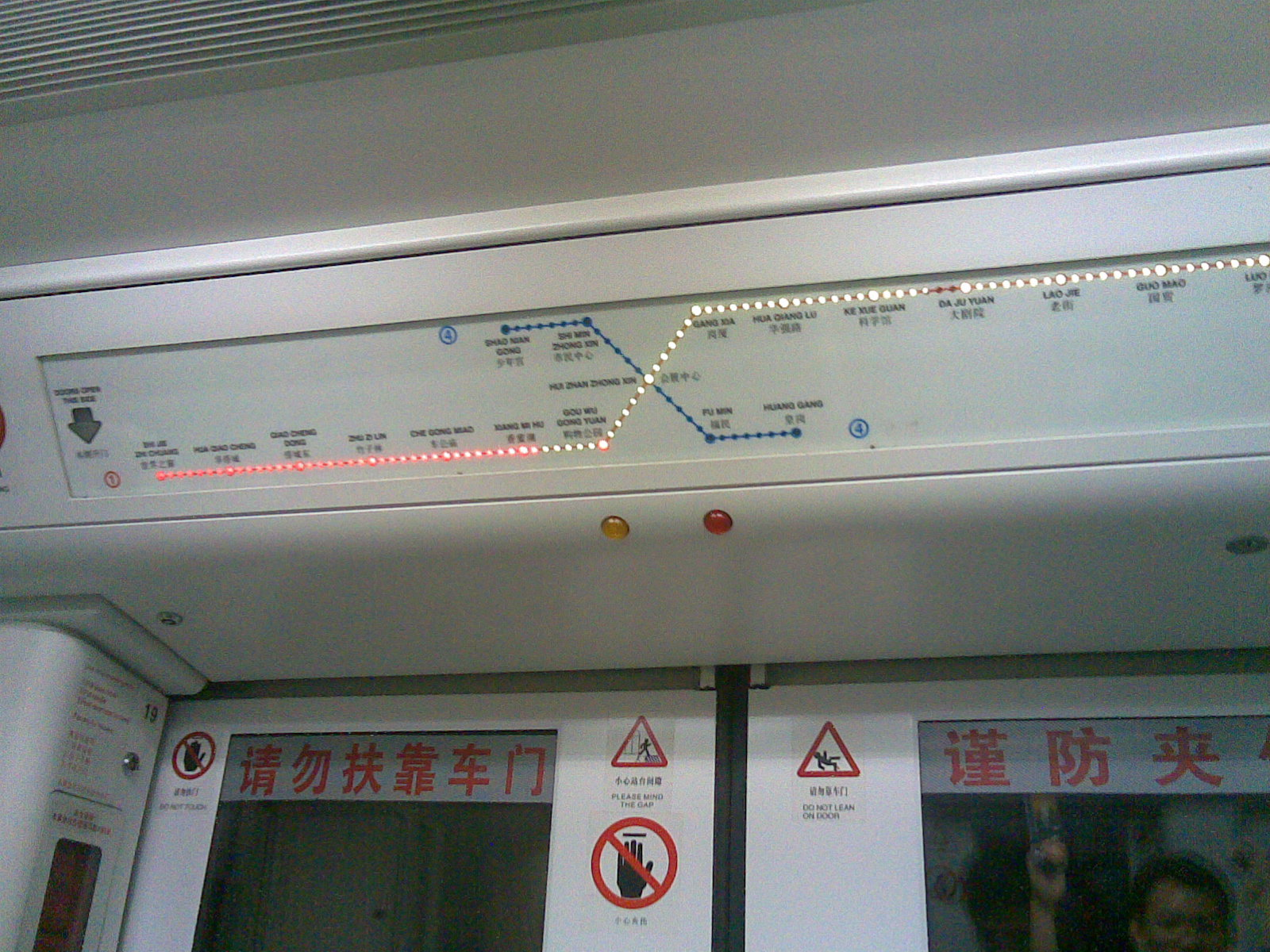
闪灯线路图（2007年版）
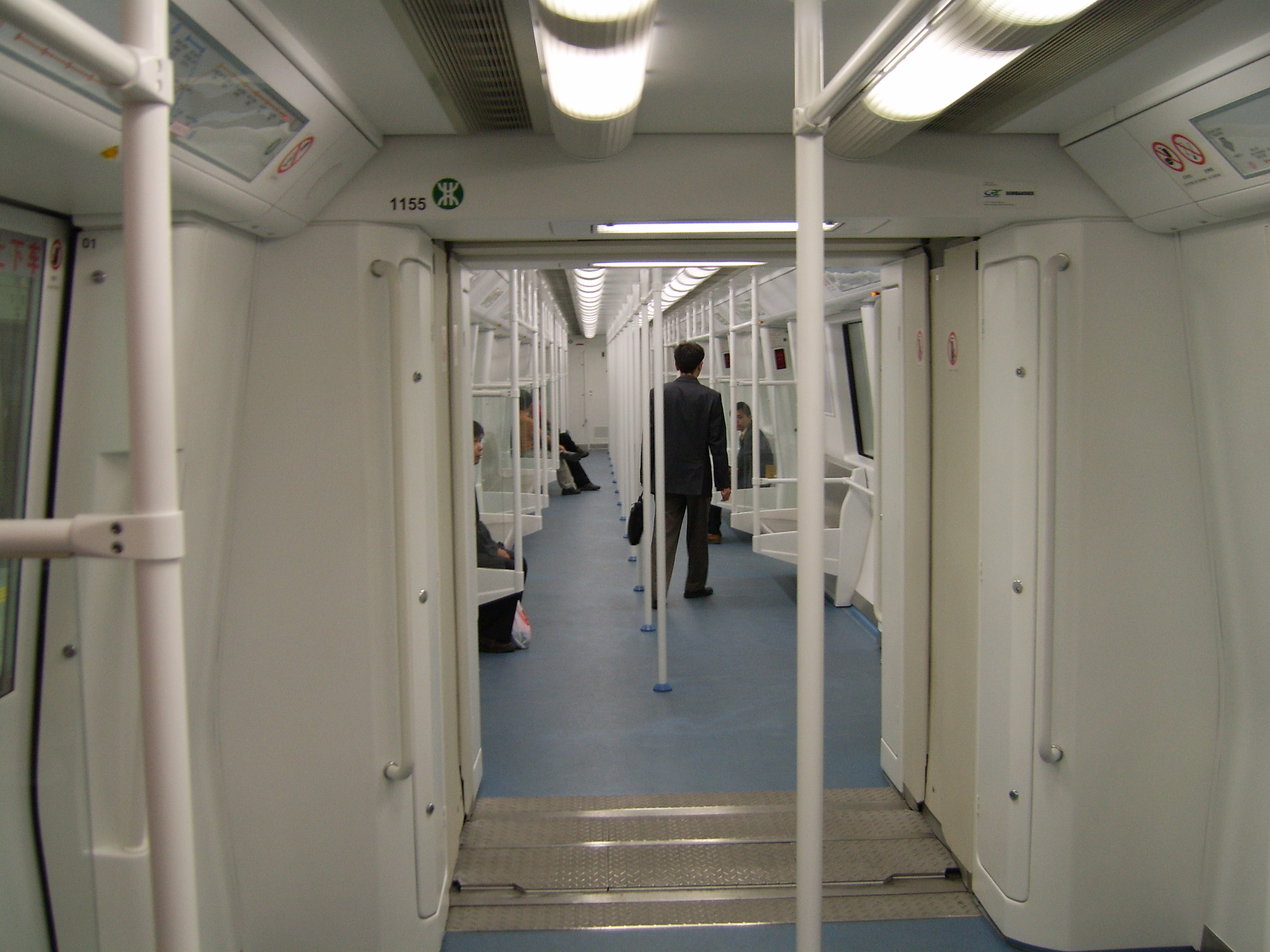
大修前车厢连接处
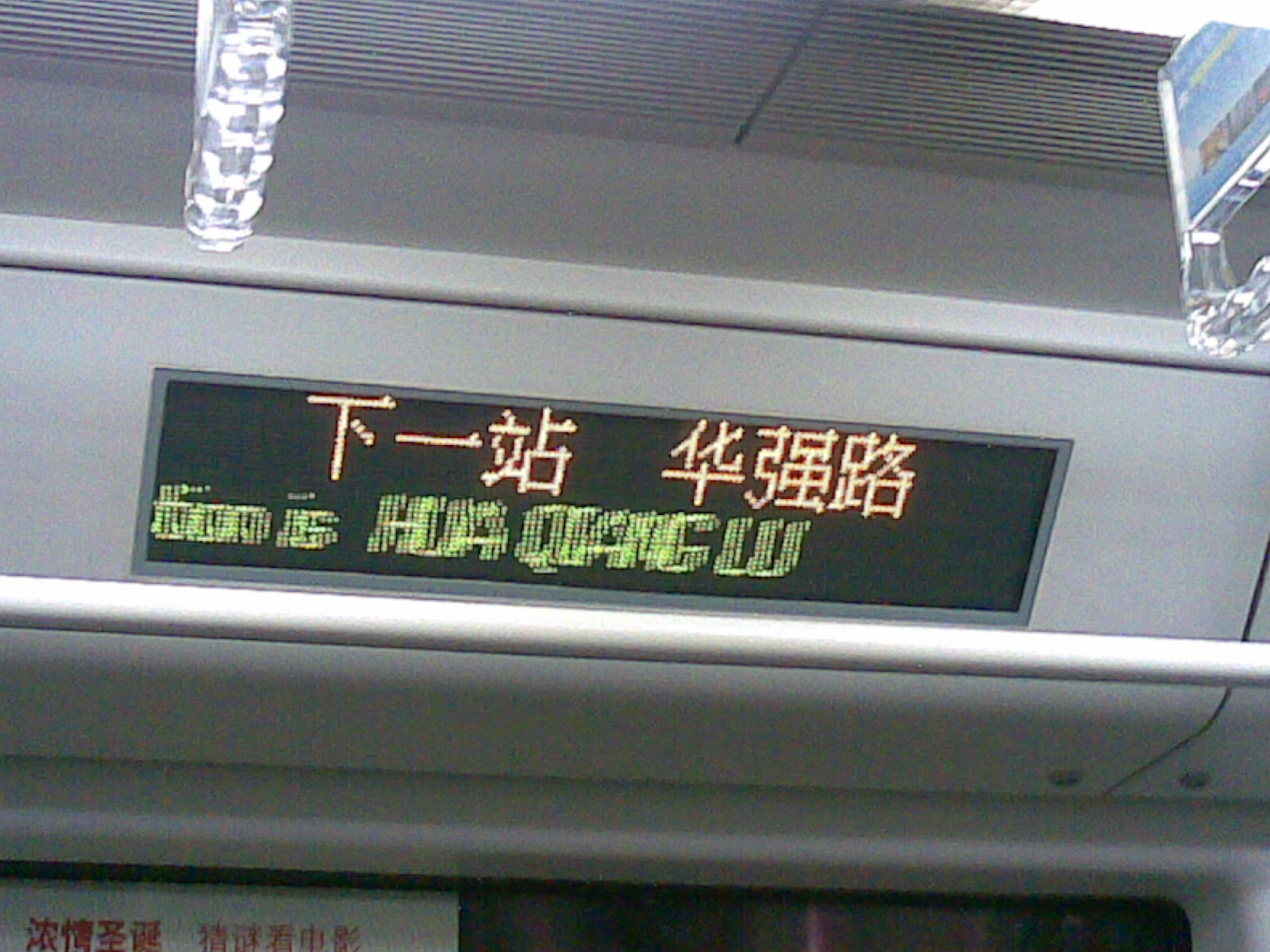
车站广播表示器